# Lars Cramer
Lars Cramer (25 mei 1991) is een Noors voetballer die dienstdoet als doelman. Hij zit momenteel zonder club.

## Carrière
Cramer werd in de seizoenen 2010 en 2011 door Strømsgodset IF verhuurd aan Asker. In zijn tweede jaar kwam hij zeventien keer in actie voor die club. In augustus 2011 haalde Strømsgodset de doelman terug naar de club, waarna hij op 2 oktober 2011 in een wedstrijd tegen Odd Grenland zijn debuut maakte in de Tippeligaen, het hoogte niveau in Noorwegen.
Cramer werd voor aanvang van het seizoen 2013 overgenomen door Kalmar FF. De Noor werd er in eerste instantie tweede keeper achter Etrit Berisha, maar nadat de Albanees vertrok naar Lazio Roma, werd Cramer eerste keus.

## Nationale ploeg
Cramer is jeugdinternational voor Noorwegen. Hij heeft twee wedstrijden voor Onder 19 gespeeld, kwam één keer in actie voor Onder 21 en verdedigde ook in Onder 23 eenmaal het doel.